# Ciało ludzkie według Biblii

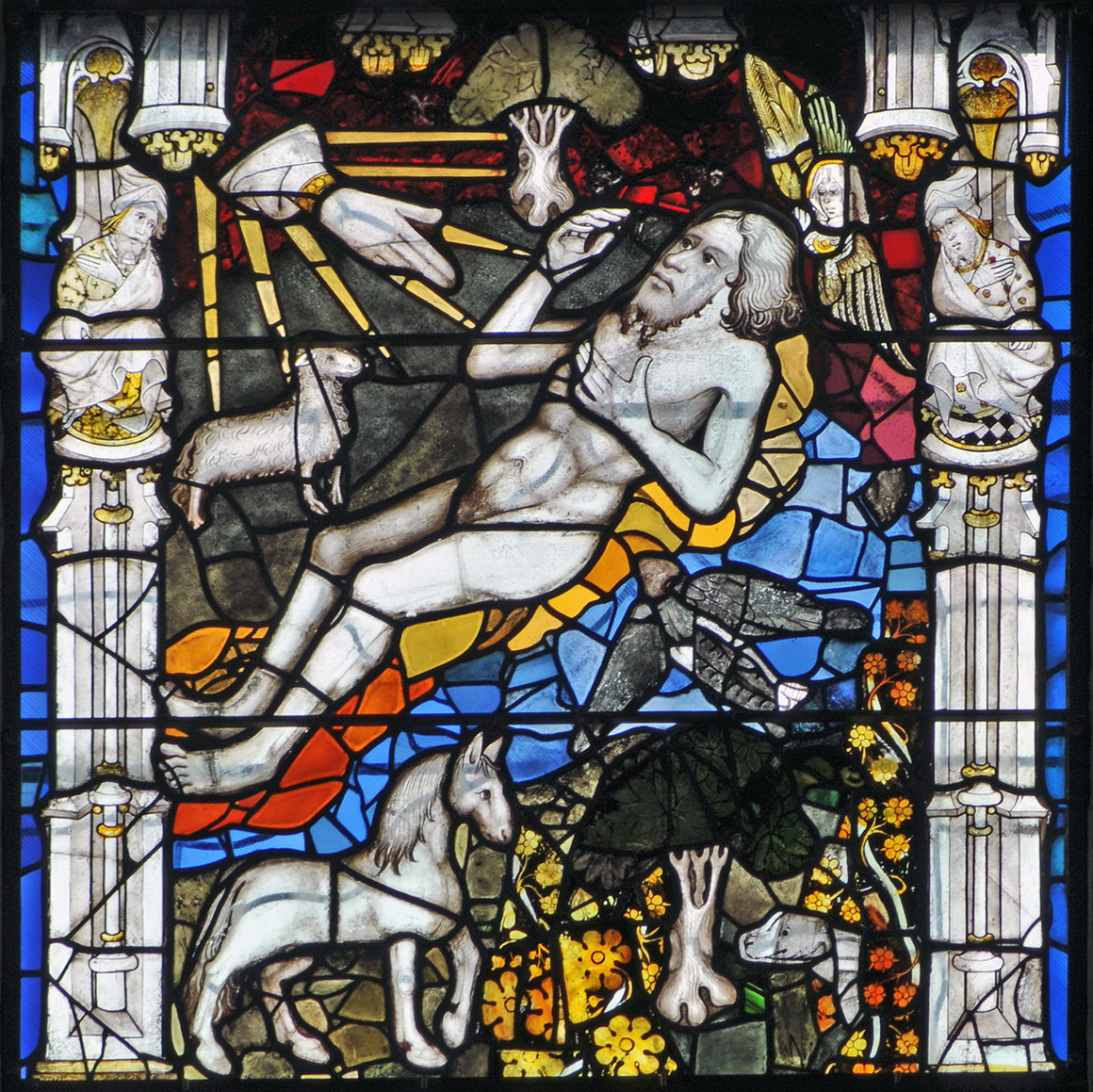
Stworzenie człowieka przez Boga. Witraż w katedrze w Yorku (ok.1405 r.)

Ciało ludzkie w Biblii – tematy biblijne dotyczące ciała ludzkiego skupiają się wokół trzech wydarzeń w historii świata opisanych w Piśmie Świętym. Są one Bożymi interwencjami: 
1. stworzenie ciała przez Boga (Rdz 1,26-28; 2,7)
2. przyjęcie ciała ludzkiego przez Syna Bożego we Wcieleniu (J 1,14)
3. przemienienie ciała ludzkiego przez Ducha Świętego w zmartwychwstaniu ciał (1 Kor 15, 35-58)[1].

W grece biblijnej istnieją dwa słowa na oznaczenie ciała: sarks (ἡ σάρξ, σαρκός) i soma (τό σώμα, σώματος). Choć czasem są używane zamiennie, zasadniczo opisują różne treści.

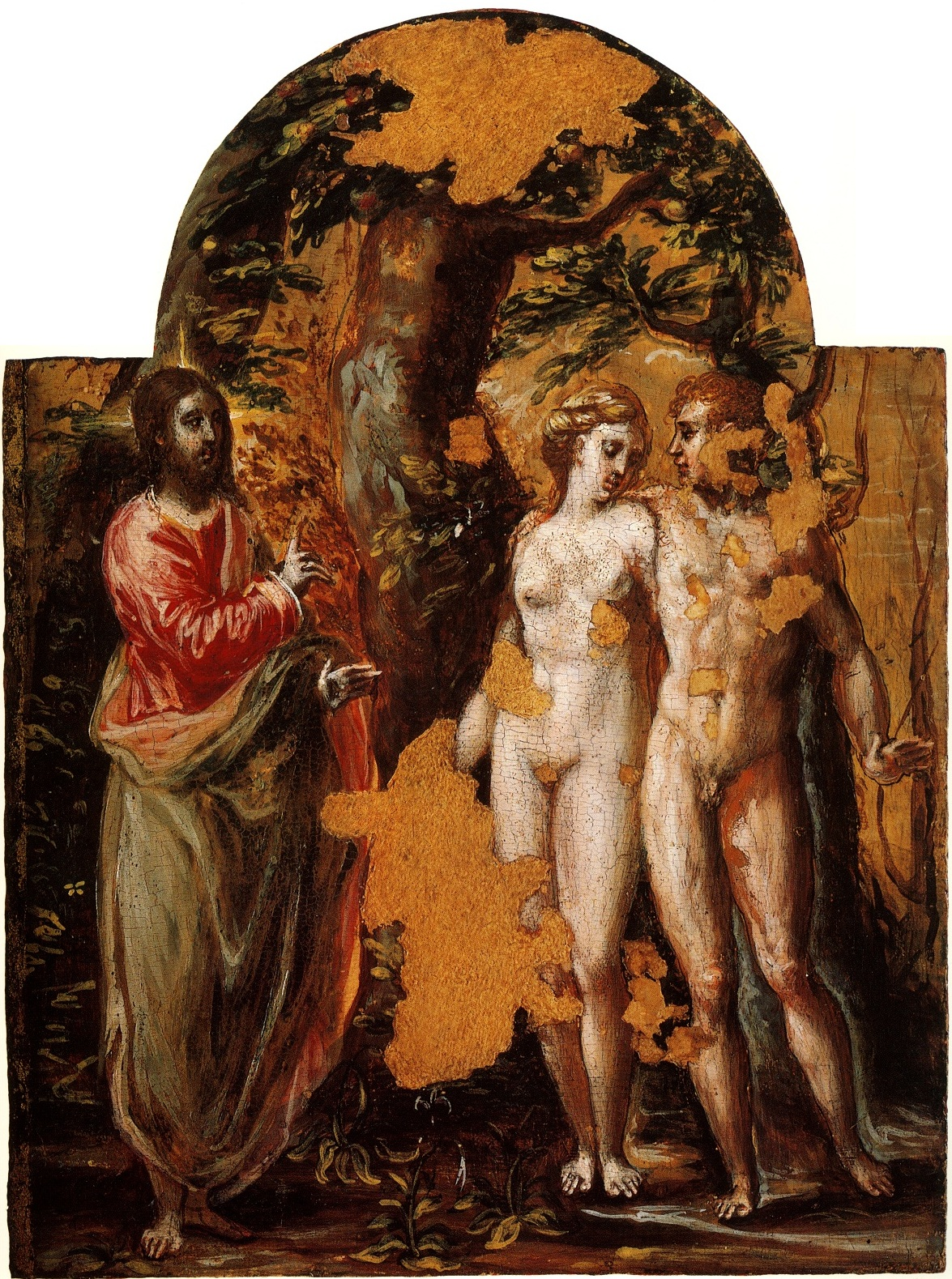
El Greco, Wygnanie z raju Adama i Ewy (por. Rdz 3,22-24). Była to konsekwencja zmian w naturze człowieka, także w jego cielesności w wyniku grzechu pierworodnego. Odtąd człowiek, będąc w stanie grzechu stał się ciałem-sarks. Prawy panel Tryptyku modeńskiego (ok. 1568 r.)

## Ciało-sarks
Słowo ciało-sarks ma dwa znaczenia podstawowe:
1. Przede wszystkim pod słowem ciało (hebr. basar) rozumie się – „od pierwszych do ostatnich stron natchnionych”[1] – to, co zewnętrzne w człowieku.
2. Drugie istotne znaczenie ciała to człowiek będący w stanie grzechu.

### Ciało jako to co zewnętrzne
Gdy autorzy natchnieni mówili o człowieku, że jest ciałem, chcieli wyrazić jego byt od strony zewnętrznej, cielesnej, ziemskiej. Rozumieli ciało jako powłokę cielesną wyrażającą całą osobę. Ciało jest symbolem istoty ludzkiej, jak wtedy, gdy Adam określił Ewę, gdy się obudził ze snu: „Ta dopiero jest kością z moich kości i ciałem z mojego ciała” (Rdz 2, 23; por. Syr 36, 24).
Ciało ludzkie zasługuje na podziw (por. Koh 11, 5; 2 Mch 7, 22 n). Zostało utworzone przez Boga jakby przez tkacza (Job 10, 11; Ps 139; 13 nn) albo garncarza (Rdz 2, 7; Jer 1, 5; Job 10, 8 n). Jako ciało i krew (Syr 14, 18; Mt 16, 17), mięśnie i kości (Rdz 2, 23; Łk 24, 39), serce i inne narządy (Ps 84, 3; 73, 26) – ciało jest istotnym elementem egzystencji człowieka. Także, gdy jego ciało jest np. chore (Ps 38, 4; Gal 4, 14), cierpiące lub doznaje ucisku, nie wolno mieć człowieka w nienawiści (Ef 5, 28 n). Ezechiel zapowiadał, że Bóg da Izraelowi w miejsce dotychczasowego serca z kamienia „serce z ciała" (Ez 36, 26) – wrażliwe i otwarte.
To ludzkie ciało jest w Biblii symbolem całego człowieka. Jest symbolem „ja” (Koh 4, 5; 5, 5; 2 Kor 7, 5). Chodzi właśnie o całego człowieka, gdy teksty biblijne mówią, że ciało cierpi (Job 14, 22), lęka się (Ps 119, 120), omdlewa z pragnienia (Ps 63, 2) albo krzyczy z radości (Ps 84, 3), gdy żyje i doznaje uzdrowienia dzięki wskazaniom mędrców (Prz 4, 20-22) i posiada nawet swoistą wolę. Jak w Ewangelii św. Jana, gdy Ewangelista mówi o tych, „którzy ani z krwi, ani z woli ciała, ani z woli męża, ale z Boga się narodzili” (J 1, 13).

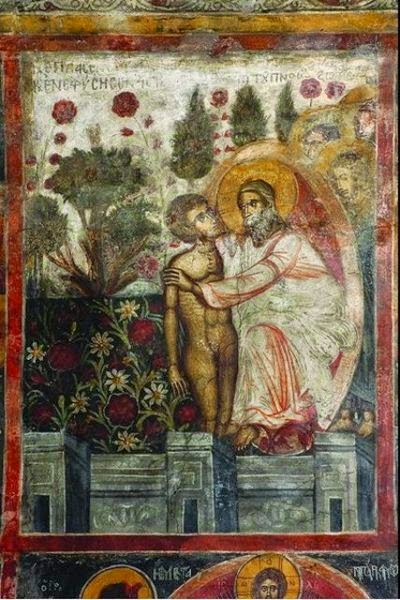
Stworzenie człowieka przez Boga. Fresk w cerkwi Zaśnięcia Najświętszej Dziewicy na wyspie Rodos. Mistrz Michail, kapłan z Chios ok. 1676 r.

Poprzez ciało utworzone przez Boga z mułu ziemi (por. Rdz 3,19; Koh 12,7) należy człowiek do świata ziemskiego. Dzięki tchnieniu, otrzymanemu również od Boga, należy do świata niebiańskiego (por. Ps 51,14). Jest jednak jednością. Także wtedy, gdy, jak nauczał św. Paweł w 7 rozdziale Listu do Rzymian w. 25, rozum człowieka ogląda bezradnie nieporządek, jaki wskutek grzechu został wprowadzony do ludzkiego ciała (por. Mt 26,41). 
Czasem ciało-sarks oznacza też ogół organizmów żywych (Rdz 6, 17; Ps 136, 25; Syr 40, 8) albo całą ludzkość, jak w stwierdzeniu z Księgi Izajasza 40,5: „wszelkie ciało jest jak trawa” (por. Łk 3, 6; Jl 3, 1; Dz 2, 17; Mk 13, 20; J 17, 2 ). Ciało wyraża też ludzkie pokrewieństwo (Rdz 29, 14; 37, 27; Rz 9, 3) a także – poprzez wyrażenie „jedno ciało” – szczególną jedność małżeńską (Rdz 2, 24 = Mt 19, 5 paral.; 1 Kor 6, 16; Ef 5, 31).

### Ciało jako człowiek będący w stanie grzechu
W Biblii nie ma filozoficznego dualizmu «ciało-duch» typu platońskiego, można natomiast odnaleźć dualizm innego rodzaju: dualizm moralny. Polega on na przeciwstawieniu, konflikcie istniejącym między „życiem według ciała” i „życiem według ducha”. Dla autorów Nowego Testamentu ciało, jako stworzone, jest dobre ale, jak zauważył Xavier Léon-Dufour, „jako pewien stan stworzenia, przedmiot pełnego zaufania człowieka, oznacza świat, w którym panuje duch zła”. W Nowym Testamencie możemy znaleźć semickie przeciwstawienie tego, co ziemskie – temu, co niebieskie. Paweł nauczał jednak, że ten konflikt doznaje przemiany. Staje się konfliktem między działaniem Ducha Świętego, udzielanego chrześcijanom przez wiarę, i grzechem, w który uwikłało człowieka jego ciało.
Pokładanie ufności nie w Bogu, lecz w stworzeniach, „w ciele”, było piętnowane przez proroków (Iz 31, 3; Jer 17, 5 nn). Również św. Paweł napominał, „by się żadne stworzenie (dosł. ciało, gr. sarks, σαρξ) nie chełpiło wobec Boga” (1 Kor 1, 29). Léon-Dufour pokazał, że Biblia przestrzega przed cielesną postawą także wobec Chrystusa i wiary:

Można bowiem zająć wobec Chrystusa stanowisko według ciała, co zresztą sam Jezus zarzucał Żydom (J 8, 15), że mając tylko oczy ciała (Job 10, 4), sądzili według pozorów (J 7, 24), zmieniając w ten sposób pozycję słabego stworzenia na stan grzechu. I dlatego Jan nazwie w końcu ten świat grzesznym i będzie go oskarżał o spoufalenie się z ciałem (1 J 2, 16). Nie jest to jednak oskarżanie ciała jako takiego; są to zarzuty pod adresem ludzkiej woli, która uczyniła ciało grzesznym.

Chrześcijanin, dzięki życiu otrzymanemu przez wiarę, został wyzwolony z postawy pokładania ufności w ciele. W jego sercu jednak trwa ostry antagonizm między dwiema siłami: grzechem, wspieranym przez Prawo, i życiem według Ducha Świętego (Gal 5, 17). Paweł poświęcił temu tematowi rozdziały 7 i 8 swego Listu do Rzymian. Owe dwie siły, zamieszkując w człowieku ochrzczonym, uwolnionym przez Chrystusa od grzechu (Rz 7, 17-20; 8, 9 nn), stanowią dwie przeciwstawne propozycje sposobu życia (8,4-17). Możność wybrania życia według ciała jest śladem tkwiącego w chrześcijaninie prawa grzechu. Przebywa ono w człowieku za pośrednictwem ciała, które było ongiś zamieszkałe przez grzech i jest nadal podatne na jego wpływy. 
Człowiek, który wybiera życie według ciała, ulega prawu grzechu (Rz 7, 25). Ciało wtedy z całą bezwzględnością (Kol 2, 23) przejawia swe dążności, pragnienia, „swą roztropność” (Rz 8, 5 nn) i upodobania (Rz 13, 14; Gal 3, 3; 5, 13. 16 n). Mnoży złe czyny (Gal 5, 19), wpływając na poznanie człowieka, które staje się cielesne (Kol 2, 18; por. 1 Kor 3, 3). W ten sposób, pozostając pod władzą cielesności, ciało nazywa się „ciałem cielesnym” (Kol 2, 11), jak również „ciałem grzechu” (Rz 6, 6), gdyż jest faktycznie kształtowane przez grzech (Rz 8, 3).
Człowiek może jednak opowiedzieć się za życiem według ducha, poprzez ukrzyżowanie swego ciała w Chrystusie (Gal 5, 24). Jest to możliwe dzięki temu, że Chrystus, przychodząc na świat w ciele „podobnym do ciała grzesznego”, potępił grzech właśnie w tym samym ciele (Rz 8, 3). 

## Ciało-soma
Ciało-soma w nauczaniu św. Pawła jest znakiem całego człowieka w jego trzech stanach życia: 
1. w grzechu, gdy trwa w niewoli cielesności i nieprawości (por. Rz 6, 6), niewoli ciała-sarks.
2. gdy się poświęca Chrystusowi
3. gdy wkracza w życie uwielbione w zmartwychwstaniu

Ciało-soma nie jest „dla rozpusty, ale dla Pana, a Pan dla ciała” (1 Kor 6, 13), ciało-soma ma być wskrzeszone podobnie jak Pan (1 Kor 6, 14), w przeciwieństwie do tego, co zniszczalne (Flp 3, 19), nie mogące posiąść Królestwa Bożego (1 Kor 15, 50). Jest ono członkiem Ciała Chrystusa (1 Kor 6, 14-15) i świątynią Ducha Świętego i ma uwielbiać Boga (1 Kor 6, 19-20). Ciało-soma, oddane Panu, w zmartwychwstaniu okryje się niezrównanym pięknem. Nie będzie już mowy o tym, co zniszczalne, o ciele-sarks, które zamieni się w pył ziemi. To, co w doczesności doświadcza się jako źródło ludzkiej biedy i grzechu, zostanie przemienione w ciało chwalebne (Flp 3, 21), „duchowe" (1 Kor 15, 44), niezniszczalne, umożliwiające nam „przybranie podobizny Adama niebieskiego" (15, 49).

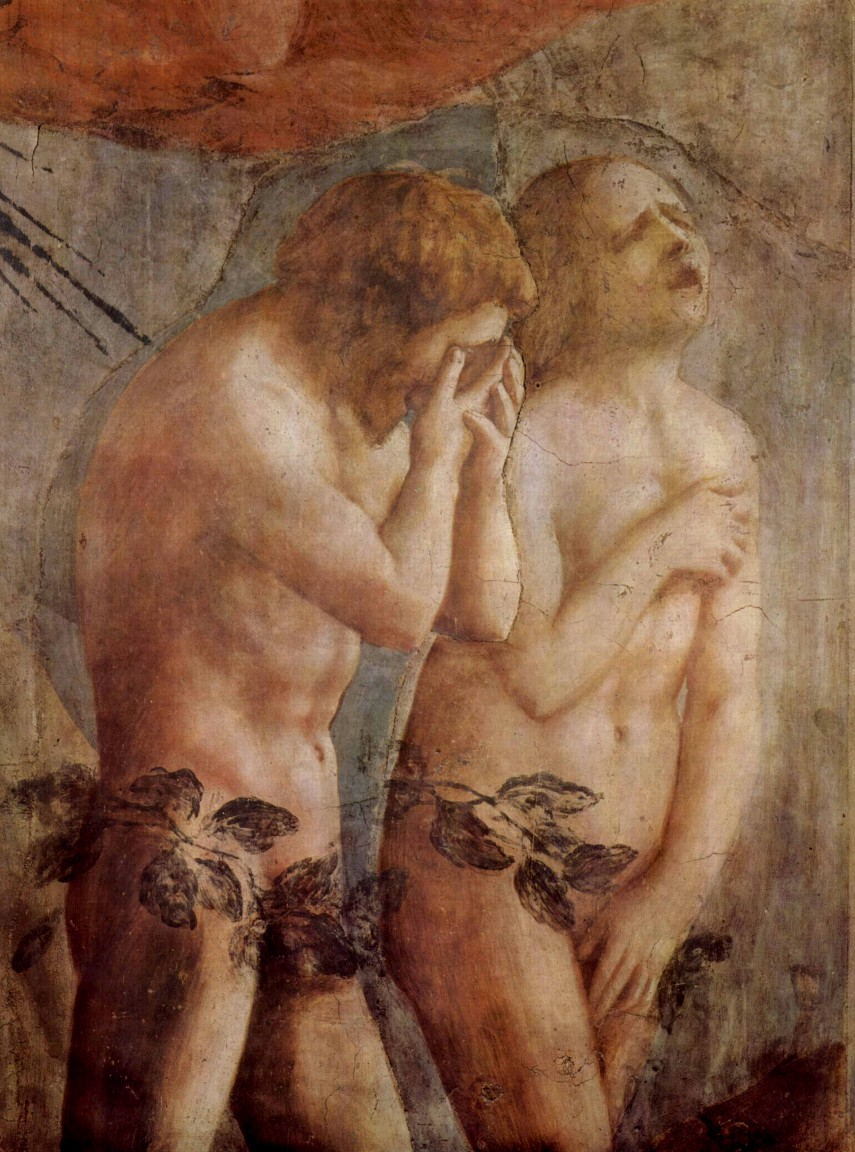
Fresk Masaccia (detal), wygnanie Adama i Ewy z raju. Pierwotnie pierwsi rodzice zostali przedstawieni przez Masaccia symbolicznie, w skrócie artystycznym, zupełnie nagimi. Zasłaniające listki domalowano później. W rzeczywistości w chwili wygnania, według opowiadania biblijnego z Księgi Rodzaju 3,24, Adam i Ewa byli przyodziani w skóry zwierzęce (Rdz 3,21)

## Wstyd nagości ciała jako wyraz utraty ufnej relacji z Bogiem
W wyniku opowiedzianego w Księdze Rodzaju upadku pierwszych rodziców Adama i Ewy w Raju ciało ludzkie zaczęło wyrażać pewien brak w relacji z Bogiem. W opinii Edgara Haulotte SJ nie była to kwestia jedynie seksualności. Pierwsi rodzice zostali przyodziani przez Boga, „gdyż przepaska z liści na biodrach nie wystarczała już do okrycia tego braku”. Ów brak zrodził uczucie wstydu wobec majestatu Boga: „przestraszyłem się (zawstydziłem się), bo jestem nagi, i ukryłem się” – mówi Adam w opowiadaniu biblijnym (por. Rdz 3,10). Ciało nie było już więcej znakiem usprawiedliwiającym ufne przebywanie w obecności Boga. Adam i Ewa utracili poczucie przynależności do Niego i „znaleźli się nagle nadzy, jakby wobec lustra, które nie odbijało obrazu Boga”. Bóg dał im tuniki ze skóry (Rdz 3, 21), co zawiera w sobie pewną dwoistość. Odzienie ciała z jednej strony jest przypomnieniem pierwotnej godności, prawości, którą ludzie utracili. Jednocześnie jednak wyraża „możliwość ponownego przyodziania się w chwałę ongiś utraconą”.

## Nagość ciała a przymierze
Temat nagości i przyodziania ciała jest ważnym wątkiem w opisanych w Biblii dziejach przymierza ludzkości z Bogiem. W wielu obrazach przymierze jest ukazane jako odzienie nagiego ciała człowieka. Bóg tuli do siebie dziecko znalezione w dzikiej pustyni (Pwt 32, 10). Przyodziewa cały lud Izraela w obrazie porzuconego w polu noworodka, dziewczynki:

Oto Ja przechodziłem obok ciebie i ujrzałem cię, jak szamotałaś się we krwi. Rzekłem do ciebie, gdy byłaś we krwi: Żyj, rośnij! Uczyniłem cię jak kwiat polny. Rosłaś, wzrastałaś i doszłaś do wieku dojrzałego. Piersi twoje nabrały kształtu i włosy twoje stały się obfitsze. Ale byłaś naga i odkryta. Oto przechodziłem obok ciebie i ujrzałem cię. Był to twój czas, czas miłości. Rozciągnąłem połę płaszcza mego nad tobą i zakryłem twoją nagość. Związałem się z tobą przysięgą i wszedłem z tobą w przymierze – wyrocznia Pana Boga – stałaś się moją (Ez 16, 6-8).

W tej wizji proroka Ezechiela Bóg ma relację oblubieńczą ze wspólnotą ludu Izraela (por. Ozeasz 2), dlatego okrywa jej ciało swoim płaszczem. Podobnie jej kapłanów przyodziewa już nie skórą zwierzęcą, lecz cenną tkaniną z jedwabiu (bisioru) (Wj 28, 5. 39. 42). Kiedy jednak wspólnota Izraela stawała się niewierna Bogu, na nowo czynił ją pozbawioną wszelkiego odzienia, upokarzając ją w oczach jej obcych bogów, których prorok określa mianem „kochanków” (Ez 16, 37; Jer 13, 26). Bóg był wierny przymierzu, dlatego prorok Izajasz zapowiadał, że Reszta Izraela przebywająca w niewoli babilońskiej dozna odnowienia przymierza. Syjon będzie mógł uwolnić się od swych niszczycieli i otoczyć budowniczymi, przyodzieje się na nowo klejnotami „jak oblubienica” (Iz 49, 17n). Wtedy Jahwe przyodzieje swoją oblubienicę w płaszcz sprawiedliwości (Iz 61, 10).